# Impatiens nusbaumeri
Impatiens nusbaumeri är en balsaminväxtart som beskrevs av Fischer och Raheliv. Impatiens nusbaumeri ingår i släktet balsaminer, och familjen balsaminväxter. Inga underarter finns listade i Catalogue of Life.